# Andrea Bianchi (calciatore 1969)
Andrea Bianchi (Genova, 4 febbraio 1969) è un allenatore di calcio ed ex calciatore italiano, di ruolo centrocampista, attualmente alla guida dei giovanissimi regionali B del Genoa e coordinatore tecnico della scuola calcio.

## Carriera

### Giocatore
Cresciuto nel Genoa, inizia la carriera giocando tre stagioni fra Serie B e Serie C1 nella Lucchese.
Tornato al Genoa, disputa 4 partite nella Serie A 1991-1992 ed una nella Coppa UEFA 1991-1992 e, dopo un'altra annata alla Lucchese in Serie B, scende in campo in altre 3 occasioni nella Serie A 1993-1994, sempre con la maglia dei grifoni.
Chiude la carriera nelle categorie inferiori del calcio italiano.

### Allenatore
Terminata la carriera sui campi, passa a quella sulla panchina entrando dapprima nel 2006 come allenatore nelle giovanili del Genoa e poi dal 2008 come coordinatore tecnico della scuola calcio.

## Palmarès

### Giocatore

#### Competizioni nazionali
- Coppa Italia Serie C: 1

Lucchese: 1989-1990